# Éourres
Éourres ist eine französische Gemeinde im Département Hautes-Alpes in der Region Provence-Alpes-Côte d’Azur. Sie gehört zum Kanton Laragne-Montéglin im Arrondissement Gap. Éourres ist die südlichste Gemeinde des Départements Hautes-Alpes.
Sie grenzt im Norden an Salérans, Barret-sur-Méouge und Saint-Pierre-Avez, im Osten an Ribiers, im Süden an Noyers-sur-Jabron, Saint-Vincent-sur-Jabron und Curel sowie im Westen an Lachau.

## Bevölkerungsentwicklung

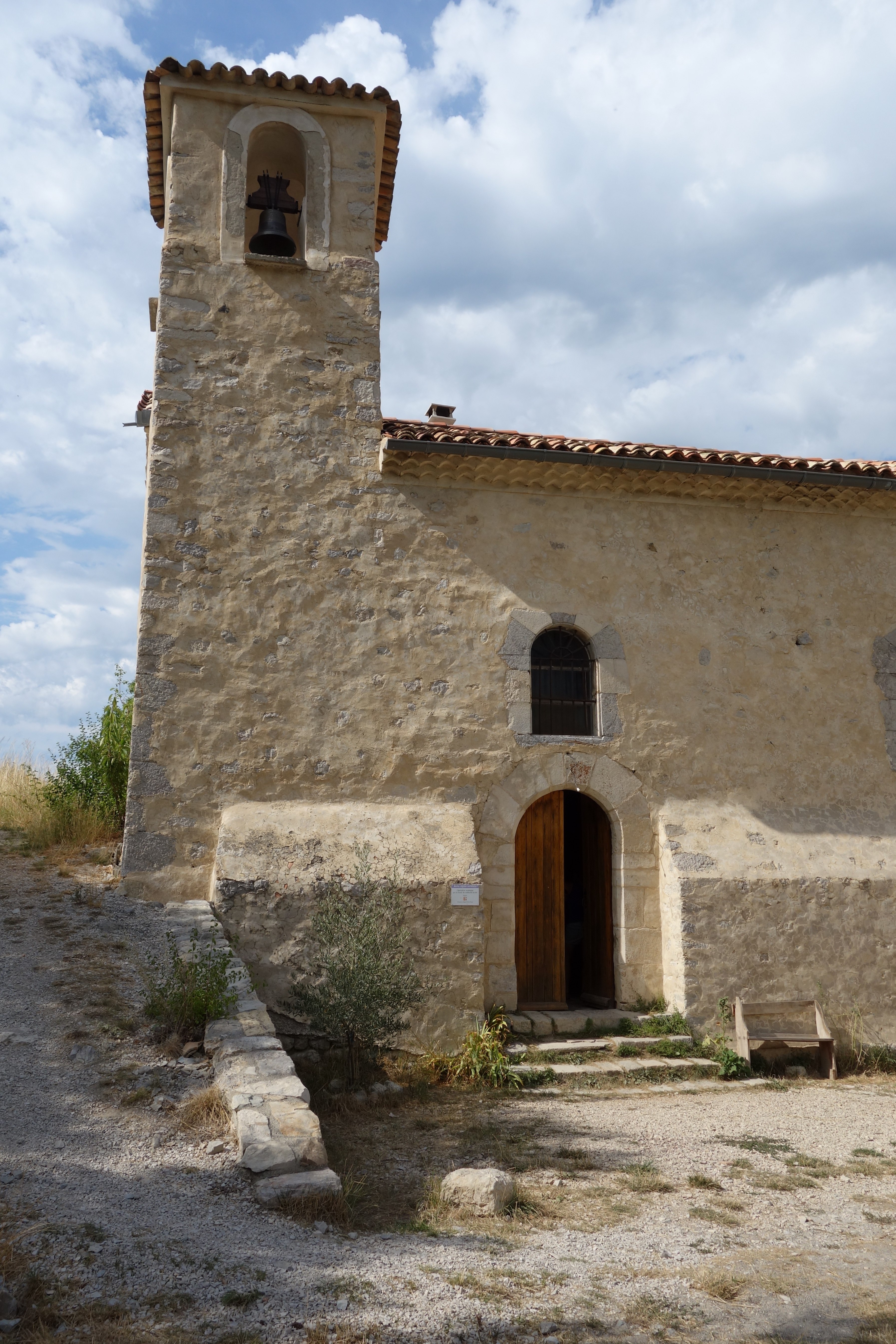
Kirche Saint-Étienne

| Jahr      | 1962 | 1968 | 1975 | 1982 | 1990 | 1999 | 2008 | 2014 |
| --------- | ---- | ---- | ---- | ---- | ---- | ---- | ---- | ---- |
| Einwohner | 39   | 28   | 28   | 22   | 73   | 85   | 143  | 131  |